# 卡納什空難
卡納什空難發生於1958年10月17日，蘇聯民航一架編號為CCCP-42362的圖-104A型執行由北京經鄂木斯克飛往莫斯科的包機，在飛往莫斯科途中遭遇風切變，失速墜毀於卡納什。機上71名乘客及9名機組人員全部罹難，罹難者包括由郑振铎、蔡树藩率領前往阿富汗和阿拉伯聯合共和國的中國文化代表團。

## 事故經過
1958年10月17日，CCCP-42362號客機載著中國和朝鮮民主主義人民共和國的代表團由北京南苑機場起飛，經停鄂木斯克，飛往莫斯科伏努科沃機場。由於莫斯科有霧，機師在喀山空管的指示下轉往斯維爾德洛夫斯克進行備降，當時飛機處於10,000米的高度。隨後，飛機進入上升氣流區，高度升至12,000米，同時失去空速，機師也無法控制飛機，使得飛機開始下墜。由於升降舵無法調節，飛機無法恢復水平位置，機師僅在2000米處得以使飛機的傾角減小，但已來不及恢復正常。最終在當地時間21時30分，飛機撞向卡納什西部的一條鐵路旁，爆炸起火。

## 航班情況
涉事的圖-104於1958年製造，生產編號86601002，失事前共飛行465小時。機上共載有80人，其中9名機組人員全數為蘇聯人。乘客中有16名中國人，其中包括由郑振铎、蔡树藩、馬適安、阿不都熱合滿（彼时为中国伊斯兰教协会副秘书长）、譚丕模、刘仲平、林立、姜燕、鍾兆榕、陳重華等10人組成，準備訪問阿富汗和阿拉伯聯合共和國的中國文化代表團，以及外交部對外貿易部的出國工作人員肖武、劉崇富、李福奎、寧開逸、孫英璞、陳朔。遇難者也包括49名訪問中國後回國的外國專家，其中有4名德國人和一名英國人。

## 紀念

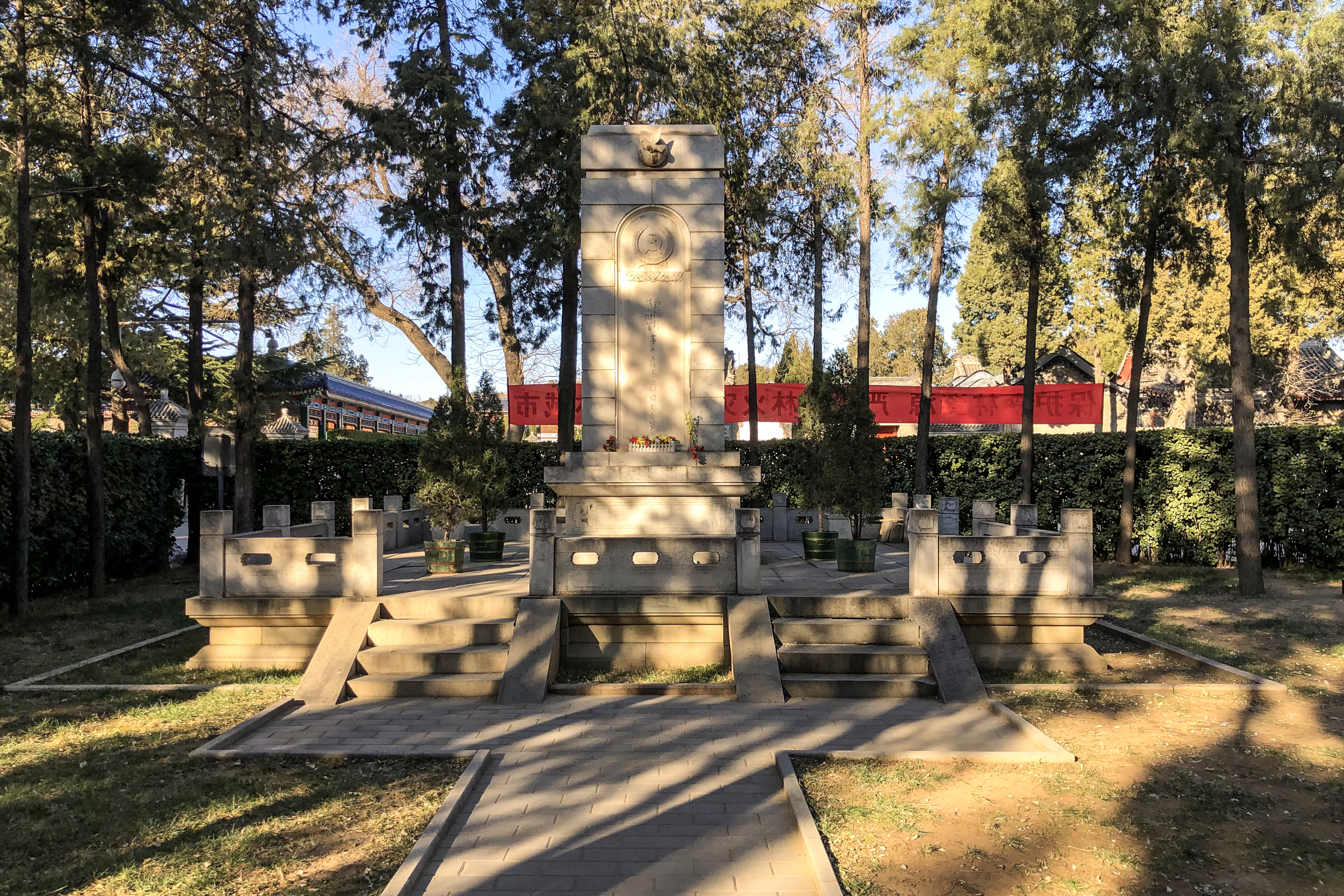
位于八宝山革命公墓的郑振铎、蔡树藩等十六位遇难同志之墓

鄭振鐸等16人遇難後，阿富汗王國和阿拉伯聯合共和國的政府官員先後向中方致唁電。同年10月26日，此次遇難的中國代表團成員的骨灰由蘇聯民航專機護送回北京南苑機場。10月31日，16名遇難者的追悼大會在首都剧场舉行。此後，16名中方遇難者的骨灰安葬在北京市八宝山革命公墓，墓前亦豎立白色大理石紀念碑。